# Bobby Farnham
Robert T. "Bobby" Farnham, född 21 januari 1989, är en amerikansk professionell ishockeyspelare som spelar för Belfast Giants i Elite Ice Hockey League. Han har tidigare spelat på NHL-nivå för Montreal Canadiens, Pittsburgh Penguins och New Jersey Devils och på lägre nivåer för Providence Bruins, Worcester Sharks och Wilkes-Barre/Scranton Penguins i American Hockey League (AHL), Wheeling Nailers i ECHL och Brown Bears (Brown University) i National Collegiate Athletic Association (NCAA).
Farnham blev aldrig draftad av någon NHL-organisation.

## Statistik
| 2008–2009   | Brown Bears                    | NCAA        | 31  | 4  | 3  | 7  | 24  | —  | — | — | — | —  |
| 2009–2010   | Brown Bears                    | NCAA        | 36  | 3  | 8  | 11 | 14  | —  | — | — | — | —  |
| 2010–2011   | Brown Bears                    | NCAA        | 31  | 8  | 7  | 15 | 39  | —  | — | — | — | —  |
| 2011–2012   | Brown Bears                    | NCAA        | 31  | 8  | 13 | 21 | 51  | —  | — | — | — | —  |
|             | Providence Bruins              | AHL         | 3   | 0  | 0  | 0  | 4   | —  | — | — | — | —  |
|             | Worcester Sharks               | AHL         | 3   | 0  | 0  | 0  | 2   | —  | — | — | — | —  |
| 2012–2013   | Wheeling Nailers               | ECHL        | 9   | 3  | 1  | 4  | 46  | —  | — | — | — | —  |
|             | Wilkes-Barre/Scranton Penguins | AHL         | 65  | 3  | 8  | 11 | 274 | 6  | 0 | 0 | 0 | 4  |
| 2013–2014   | Wilkes-Barre/Scranton Penguins | AHL         | 64  | 7  | 7  | 14 | 166 | 12 | 0 | 0 | 0 | 30 |
| 2014–2015   | Pittsburgh Penguins            | NHL         | 11  | 0  | 0  | 0  | 24  | —  | — | — | — | —  |
|             | Wilkes-Barre/Scranton Penguins | AHL         | 62  | 7  | 7  | 14 | 226 | 8  | 0 | 0 | 0 | 14 |
| 2015–2016   | Pittsburgh Penguins            | NHL         | 3   | 0  | 0  | 0  | 5   | —  | — | — | — | —  |
|             | New Jersey Devils              | NHL         | 50  | 8  | 2  | 10 | 92  | —  | — | — | — | —  |
| NHL totalt  | NHL totalt                     | NHL totalt  | 64  | 8  | 2  | 10 | 121 | —  | — | — | — | —  |
| AHL totalt  | AHL totalt                     | AHL totalt  | 197 | 17 | 22 | 39 | 672 | 26 | 0 | 0 | 0 | 48 |
| ECHL totalt | ECHL totalt                    | ECHL totalt | 9   | 3  | 1  | 4  | 46  | —  | — | — | — | —  |
| NCAA totalt | NCAA totalt                    | NCAA totalt | 129 | 23 | 31 | 54 | 128 | —  | — | — | — | —  |